# Phycita acericola
Phycita acericola är en fjärilsart som beskrevs av Kuznetzov 1960. Phycita acericola ingår i släktet Phycita och familjen mott. Inga underarter finns listade i Catalogue of Life.